# Episodi di Zorro (serie televisiva 1957) (seconda stagione)
La seconda stagione della serie televisiva Zorro del 1957 è andata in onda per la prima volta sul canale statunitense ABC dal 9 ottobre 1958 al 2 luglio 1959.
La prima edizione italiana fu trasmessa sul Programma Nazionale, all'interno della TV dei ragazzi, dal 6 ottobre al 29 dicembre 1974, interrompendosi dopo i primi 13 episodi. Nel 1992 la serie completa, nella versione colorizzata, fu ridoppiata cambiando i titoli di quasi tutti gli episodi e trasmessa dal 9 ottobre 1995 al 30 gennaio 1996 all'interno di Solletico, sempre su Raiuno, sebbene in tale occasione gli episodi siano stati trasmessi in disordine.
| nº | Titolo originale            | Titolo italiano 1ª edizione | Titolo italiano 2ª edizione                      | Prima TV Stati Uniti | Prima TV Italia  |
| -- | --------------------------- | --------------------------- | ------------------------------------------------ | -------------------- | ---------------- |
| 1  | Welcome to Monterey         | Arrivo inatteso             | Benvenuti a Monterey                             | 9 ottobre 1958       | 6 ottobre 1974   |
| 2  | Zorro Rides Alone           | Banditi in agguato          | Doppio gioco                                     | 16 ottobre 1958      | 13 ottobre 1974  |
| 3  | Horse of Another Color      | Pericolo nella via del nord | Scambio di persona                               | 23 ottobre 1958      | 20 ottobre 1974  |
| 4  | The Señorita Makes a Choice | Una scelta imbarazzante     | Una scelta per Anna Maria                        | 30 ottobre 1958      | 27 ottobre 1974  |
| 5  | Rendezvous at Sundown       | Appuntamento al tramonto    | Rendez-vous al tramonto                          | 6 novembre 1958      | 3 novembre 1974  |
| 6  | The New Order               | Disordine a Monterey        | Il nuovo ordine                                  | 13 novembre 1958     | 10 novembre 1974 |
| 7  | An Eye for an Eye           | Occhio per occhio           | Occhio per occhio                                | 20 novembre 1958     | 17 novembre 1974 |
| 8  | Zorro and the Flag of Truce | Zorro e la bandiera bianca  | Zorro dalla parte dei peones                     | 27 novembre 1958     | 24 novembre 1974 |
| 9  | Ambush                      | L'imboscata                 | L'imboscata                                      | 4 dicembre 1958      | 1º dicembre 1974 |
| 10 | The Pratical Joker          | Una stupida burla           | Un amico burlone                                 | 11 dicembre 1958     | 8 dicembre 1974  |
| 11 | The Flaming Arrow           | Una tigre presa per la coda | La cattura di Zorro                              | 18 dicembre 1958     | 15 dicembre 1974 |
| 12 | Zorro Fights a Duel         | Sfida a duello              | La sfida                                         | 25 dicembre 1958     | 22 dicembre 1974 |
| 13 | Amnesty for Zorro           | Lanceri al galoppo          | L'ultimo rintocco                                | 1º gennaio 1959      | 29 dicembre 1974 |
| 14 | The Runaways                |                             | Il fuggitivo                                     | 8 gennaio 1959       |                  |
| 15 | The Iron Box                |                             | Il forziere di ferro                             | 15 gennaio 1959      |                  |
| 16 | The Gay Caballero           |                             | Un ospite scomodo                                | 22 gennaio 1959      |                  |
| 17 | Tornado Is Missing          |                             | Tornado è sparito                                | 29 gennaio 1959      |                  |
| 18 | Zorro Versus Cupid          |                             | Tempi duri per i cacciatori di dote              | 5 febbraio 1959      |                  |
| 19 | The Legend of Zorro         |                             | La leggenda di Zorro                             | 12 febbraio 1959     |                  |
| 20 | Spark of Revenge            |                             | Il fuoco della vendetta                          | 19 febbraio 1959     |                  |
| 21 | The Missing Father          |                             | Il padre scomparso                               | 26 febbraio 1959     |                  |
| 22 | Please Believe Me           |                             | Zorro e la fanciulla dalla fervida immaginazione | 5 marzo 1959         |                  |
| 23 | The Brooch                  |                             | La spilla                                        | 12 marzo 1959        |                  |
| 24 | Zorro and the Mountain Man  |                             | Un americano a Los Angeles                       | 19 marzo 1959        |                  |
| 25 | The Hound of the Sierras    |                             | Zorro in soccorso del vecchio Joe                | 26 marzo 1959        |                  |
| 26 | Manhunt                     |                             | Joe Crane braccato                               | 2 aprile 1959        |                  |
| 27 | The Man from Spain          |                             | L'emissario del Re                               | 9 aprile 1959        |                  |
| 28 | Treasure for the King       |                             | Il tesoro del Re                                 | 16 aprile 1959       |                  |
| 29 | Exposing the Tyrant         |                             | Smascherare il tiranno                           | 23 aprile 1959       |                  |
| 30 | Zorro Takes a Dare          |                             | Un'esca per Zorro                                | 30 aprile 1959       |                  |
| 31 | An Affair of Honor          |                             | Una questione d'onore                            | 7 maggio 1959        |                  |
| 32 | The Sergeant Sees Red       |                             | La città in quarantena                           | 14 maggio 1959       |                  |
| 33 | Invitation to Death         |                             | Tradimento                                       | 21 maggio 1959       |                  |
| 34 | The Captain Regrets         |                             | Un brindisi per Bernardo                         | 28 maggio 1959       |                  |
| 35 | Masquerade for Murder       |                             | Un ballo in maschera                             | 4 giugno 1959        |                  |
| 36 | Long Live the Governor      |                             | Sogni d'oro Governatore                          | 11 giugno 1959       |                  |
| 37 | The Fortune Teller          |                             | La cartomante                                    | 18 giugno 1959       |                  |
| 38 | Senor China Boy             |                             | Il mistero del ragazzo cinese                    | 25 giugno 1959       |                  |
| 39 | Finders Keepers             |                             | Che sfortuna la fortuna!                         | 2 luglio 1959        |                  |